# L'enterrament de Crist (Van der Weyden)
L'enterrament de Crist, també conegut com a Dol i enterrament de Crist és una pintura a l'oli sobre tela de Rogier van der Weyden, que data de 1460-1463 i es troba conservada a la Galeria dels Uffizi a Florència.

## Història
Podria tractar-se d'una obra que apareix a l'inventari elaborat el 1492 a la mort de Llorenç el Magnífic recollit amb el títol "retaule [... amb] la sepulcre del nostre Senyor […] i cinc figures més". Decorava la capella de la vila de Careggi, on va estar com a mínim des de 1482. És molt probable que els Mèdici fossin els patrocinadors de l'obra, com ho havia estat de la Madonna Medici actualment a l'Institut Städel (Frankfurt del Main), que daten del viatge de l'artista a Itàlia el 1450.
Altres hipòtesis sobre l'origen de la taula la relacionen amb un tríptic perdut, pintat per Lionello d'Este, i registrat el 1449 (Crowe i Cavalcaselle) o amb una pintura descrit per Vasari com a l'obra de Hans Memling (Winkler) 

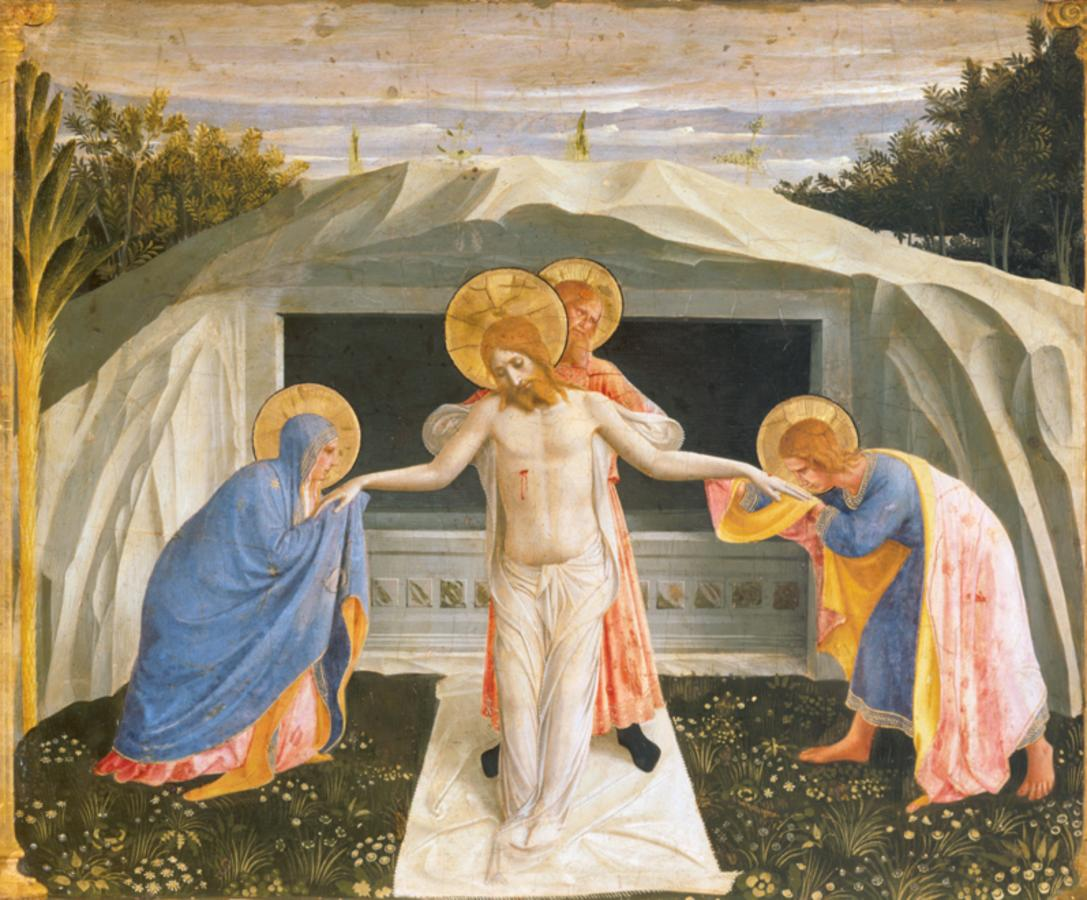
Beat Angelico, l'enterrament de Crist (1438-1443), Alte Pinakothek, Múnic

S'incorpora, però, l'esquema compositiu de la taula de la Pietat que Fra Angelico va pintar per a la predel·la del retaule de Sant Marc de Florència (1438-1443), actualment a l'Alte Pinakothek de Múnic, el que confirma la visita de l'artista flamenc en peregrinació a Florència entre 1449-1450 per al jubileu del papa Nicolau V, confirmat també al De Viribus illustribus de Bartolomeo Fazio (c. 1456).
Abans de la col·lecció del cardenal Carles de Mèdici de 1666 va entrar a la Galeria, on s'esmenta a l'inventari dels Uffizi el 1666, 1704, 1753 i 1769 i que Filippo Baldinucci va assenyalar com a obra de Dürer, el 1822 es va atribuir a Antonio Solario, mentre que més tard va ser finalment reconeguda com a obra de Van der Weyden. De nou el 1989 Dhanens ho va atribuir a Hans Memling, una hipòtesi finalment rebutjada després d'una reflectografia publicada el 1992 per Van Asperen de Boer.

## Composició i estil
La pintura té forma rectangular i mostra l'enterrament de Crist, mentre les figures de la Mare de Déu i Joan Evangelista l'agafen per les seves mans, tornant a crear la postura de la Crucifixió. Jesús està sostingut per Josep d'Arimatea, ricament vestits, i Nicodem, la imatge del qual podria tractar-se d'un autoretrat de l'autor. La imatge de Josep d'Arimatea sembla un retrat de Cosme el Vell. A la part baixa s'hi representa la figura agenollada de Maria Magdalena.
Van der Weyden sens dubte tenia al cap al mateix tema de Fra Angelico, pel que es desprèn de l'actitud dels personatges secundaris i l'obertura rectangular de la tomba dins d'una cova rocosa.
Amb tot, el pintor flamenc no va imitar la composició ordenada i solemne dels italians, de fet trenca amb una anàlisi ordenada dels plans, evitant d'interrompre la seva visió artística. L'escena, de fet, és més poblada i complexa, amb un grup situat en un semicercle al voltant del Crist, amb un eix diagonal que va des de la Magdalena a Joan a través de la làpida. Perpendicular a aquest eix contrasta la figura de Crist, inclinant lleugerament cap a un costat. El punt de vista i l'horitzó són més alts, d'acord amb la visió "envoltant" dels flamencs, les línies són rítmicament trencades i més difícils de veure. Aquests elements fan que el públic s'involucri des del punt emocional. Els colors són més brillants i potents, la llum més brillant, gràcies a la pintura a l'oli.
La síntesi típica de l'italià Fra Angelico s'oposen el meticulós detall, el nítid paisatge, les herbes de les roques o la tanca de fusta.